# Fulidhoo
Fulidhoo is een van de bewoonde eilanden van het Vaavu-atol behorende tot de Maldiven.

## Demografie
Fulidhoo telt (stand in maart 2007) 182 vrouwen en 210 mannen.